# 匹見峡温泉
匹見峡温泉（ひきみきょう おんせん）は、島根県益田市匹見町にある温泉。

## 概要
裏匹見峡から流れ出る広見川沿いに湧く温泉で、ふるさと創生事業によって開発された。
この地で唯一の温泉施設「やすらぎの湯」は、益田市との第三セクターであり、正式には「益田市立匹見健康センター 匹見峡温泉やすらぎの湯」と呼ばれる。指定管理者だった第三セクター「ひきみ」が撤退したため、2019年1月末でいったん休業となっていたが、2020年6月3日からリニューアルオープンした 。 

## 泉質
- 単純弱放射能冷鉱泉
  - 無色・透明
  - 源泉温度は23度

加温には薪ボイラーを使用し、自伐型林業者らが出荷した薪を燃料としている。これにより灯油使用量の削減、山林資源の活用、そして林業者の収入アップを見込んでいる。